# Inventiones Mathematicae
Inventiones Mathematicae est une revue mathématique mensuelle publiée par Springer Science+Business Media. Elle a été créée en 1966 et est considérée comme une des revues mathématiques les plus prestigieuses,. En 2024, les rédacteurs en chef sont Jean-Benoît Bost (université Paris-Saclay) et Wilhelm Schlag (université Yale).